# اوزوآر-لا-فرییر
شهر اوزوآر-لا-فرییِر (به فرانسوی: Ozoir-la-Ferrière) در شهرستان سنه مرن در ناحیه ایل-دو-فرانس با جمعیت ۲۰٬۱۵۲ نفر در کشور فرانسه واقع شده‌است